# Звозский Починок
Звозский Починок — упразднённая деревня в Бабушкинском районе Вологодской области России.

## География
Урочище находится в юго-восточной части области, в подзоне южной тайги, на правом берегу реки Старая Тотьма, на расстоянии примерно 23 километров (по прямой) к северо-востоку от села имени Бабушкина, административного центра района.

### Климат
Климат характеризуется как умеренно континентальный, с продолжительной холодной зимой и умеренно тёплым летом. Среднегодовая температура воздуха — +1,8 °C. Средняя температура воздуха самого холодного месяца (января) — −13,1 °C (абсолютный минимум — −46 °C), средняя температура самого тёплого (июля) — +17 °С (абсолютный максимум — +37 °С). Вегетационный период длится 115 дней. Среднегодовое количество атмосферных осадков составляет 659 мм, из которых около 460 мм выпадает в период с апреля по октябрь. В течение года господствуют ветры юго-западного направления.

## История
В «Списке населенных мест Вологодской губернии по сведениям 1859 года» населённый пункт упомянут как казённая деревня Тотемского уезда, расположенная при реке Стара Тотьма, в 81 версте от уездного города. В деревне имелось 2 двора и проживало 15 человек (7 мужчин и 8 женщин). В 1881 году входила в состав Миньковской волости.
По данным 1926 года в деревне имелось 5 хозяйств и проживало 26 человек (14 мужчин и 12 женщин). Являлась частью Косиковского сельсовета.
В 1940 году деревня Звозский Починок входила в состав Демьяновского сельсовета Леденгского района. Упразднена не позднее 1973 года.